# Рекорды скорости на автомобиле

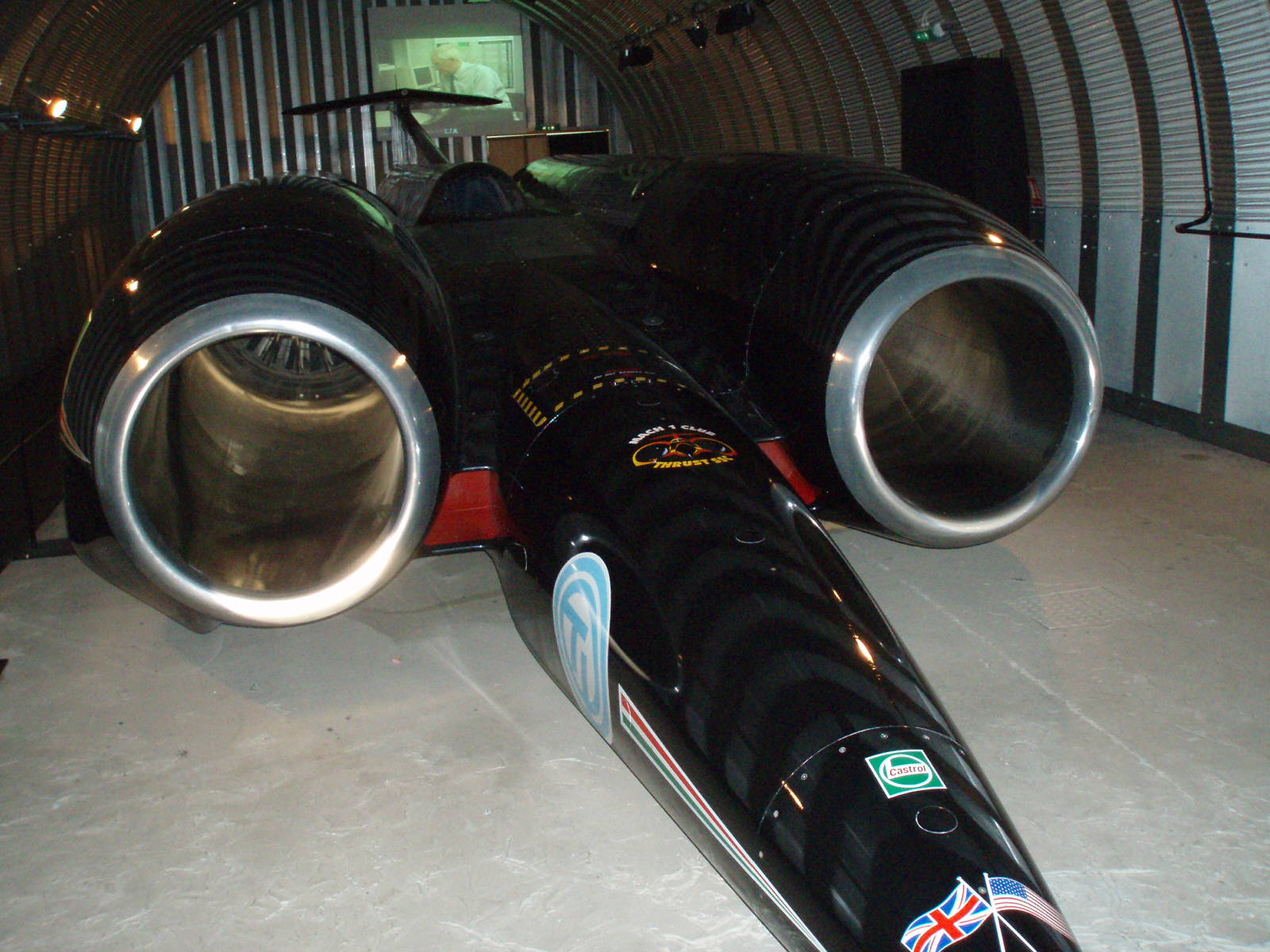
Thrust SSC

Рекорды скорости на автомобиле — попытки установления максимальной скорости на земле, достигнутые человеком, использующим автомобиль.

## История
- Первый рекорд скорости на автомобиле с двигателем внутреннего сгорания (до 30 км/час) принадлежит Эмилю Левассору, поставленном в гонке Париж — Бордо — Париж в 1895 году[источник не указан 1322 дня].
- Первый официально зарегистрированный абсолютный рекорд скорости — 63,149 км/ч — установил 18 декабря 1898 г. граф Гастон де Шаслу-Лоба на электромобиле конструкции Шарля Жанто на дистанции 1 км[1].
- 100-километровый рубеж первым перешагнул 29 апреля 1899 г. бельгиец Камиль Женатзи, который на электромобиле «La Jamais Contente» (с фр. — «Всегда недовольная») с мощностью двигателя 67 л. с. развил скорость 105,876 км/ч.
- 200-километровый рубеж скорости был достигнут в 1911 году гонщиком Р. Бурманом. На автомобиле фирмы «Бенц» он показал 228,04 км/ч.
- 300-километровый рубеж впервые был достигнут Генри Сигрейвом в 1927 году на автомобиле «Sunbeam 1000 hp» он показал 327,89 км/ч.
- 400-километровый рубеж скорости впервые «перешагнул» Малкольм Кэмпбелл на автомобиле «Непир-Кэмпбелл» в 1932 г. (408,63 км/ч).
- 500-километровый рубеж скорости был преодолён в 1937 г. Джоном Айстоном на автомобиле «Роллс-Ройс-Айстон» (502,43 км/ч).
- 1000-километровый рубеж скорости впервые преодолел 23 октября 1970 г. американец Гарри Габелич на ракетном автомобиле «Blue Flame» («Голубое пламя») на высохшем соляном озере Бонневилль, показав среднюю скорость 1014,3 км/ч. «Голубое пламя» имел длину 11,3 м и вес 2250 кг[2].
- Официально впервые скорость звука на автомобиле преодолел британец Энди Грин 25 сентября 1997 года в пустыне Блэк-Рок (Невада, США) на реактивном автомобиле Thrust SSC, достигнув скорости 1149,303 км/ч.
- Самая высокая скорость в мире на автомобиле и на любом наземном управляемом транспортном средстве — 1228 км/ч — была показана всё тем же Энди Грином на Thrust SSC 15 октября 1997 года. Трасса длиной 21 километр была размечена на дне высохшего озера в пустыне Блэк-Рок. Автомобиль Грина приводился в движение двумя турбовентиляторными двигателями Rolls-Royce Spey с форсированной тягой общей мощностью 109 500 л. с. (разгон до 1000 км/ч за 16 секунд).

### Неофициальные рекорды
В декабре 1979 года 36-летний профессиональный американский каскадёр Стен Баррет на трёхколёсном автомобиле «Budweiser Rocket» с двумя реактивными двигателями, возможно, первым в истории преодолел скорость звука. Основной двигатель — ЖРД с тягой 9900 кгс. Второй двигатель — РДТТ с тягой 2000 кгс был установлен на тот случай, если для преодоления скорости звука не хватило бы тяги основного двигателя. Заезд состоялся на авиабазе «Эдвардс» (штат Калифорния, США). Но этот рекорд не был официально зарегистрирован FIA, так как по правилам этой организации, для регистрации рекорда необходимо сделать два заезда в противоположных направлениях для исключения влияния ветра и наклона трассы. Рекордной скоростью считается среднее арифметическое скорости в этих двух заездах. Однако Стен Баррет отказался от второго заезда, посчитав, что рекорд установлен. Впрочем, так как радар, с помощью которого измеряли скорость, оказался рассинхронизированным и наводился на машину вручную, достижение сверхзвуковой рекордной скорости в том заезде многими историками рекордных автомобильных заездов вообще подвергается сомнению, в частности, она отсутствует в официальном отчёте вооружённых сил США, написанном офицерами, управлявшими радаром во время заезда.

## Другие категории
- Самая высокая скорость, которую развила на автомобиле женщина, равна 843,323 км/ч. Её достигла в декабре 1976 года американка Китти Хамблтон (известная по девичьей фамилии как Китти О’Нейл) на трёхколесном автомобиле SMI Мотивейтор мощностью 48 000 л. c. в пустыне Алвард, штат Орегон, США. По среднему двух заездов в двух направлениях её официальный рекорд равен 825,126 км/ч.
- Самая высокая скорость для автомобилей с паровым двигателем была достигнута в августе 2009 года болидом, разработанным группой британских инженеров. Средняя максимальная скорость нового болида в двух заездах составила 139,843 мили в час, или 223,748 км/ч. В первом заезде болид развил скорость 136,103 мили в час (217,7 км/ч), а во втором — 151,085 мили в час (241,7 км/ч). Паровой автомобиль был оснащён 12-ю котлами, в которых вода нагревалась горением природного газа. Из котлов пар под давлением, истекая из сопла Лаваля, со скоростью, в два раза превышающей скорость звука, подавался в паровую турбину. Каждую минуту в котлах испарялось около 40 кг воды. Общая мощность силовой установки составляла около 360 лошадиных сил[3].
- Самым быстрым (условно) серийным легковым автомобилем является гиперкар Bugatti Chiron Super Sport 300+ — 2 сентября 2019 на испытательном треке Эра-Лессен в Германии он установил рекорд скорости для серийного автомобиля 490,484 км/ч (304,773 миль в час)[4][5].

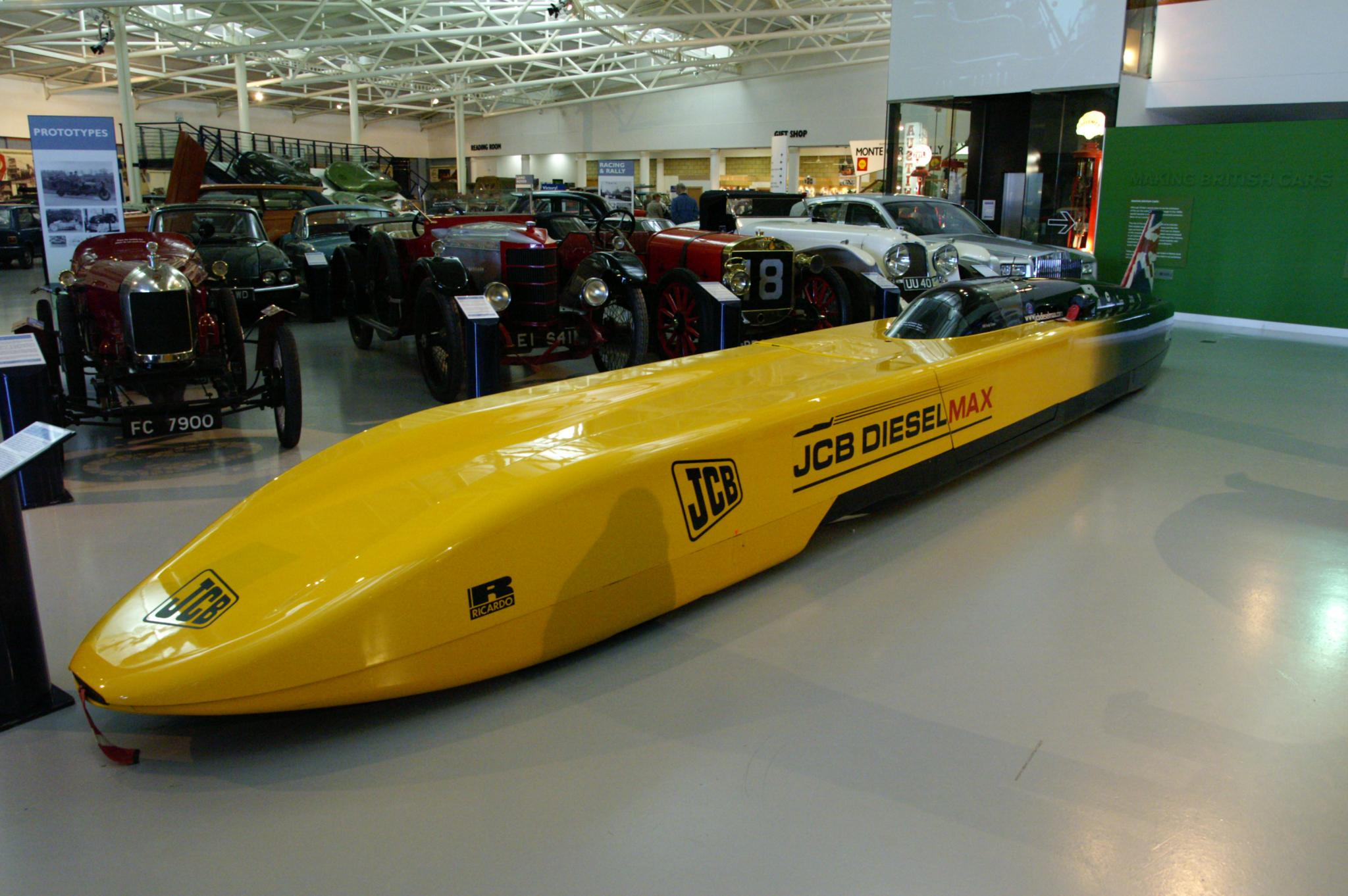
JCB Dieselmax — самый быстрый автомобиль на дизельном топливе на выставке в Heritage Motor Centre

- Самый быстрый автомобиль, работающий на дизельном топливе — «JCB Dieselmax». 23 августа 2006 года, на поверхности высохшего озера Бонневиль (Bonneville) прототип, под управлением гонщика Энди Грина (Andy Green), установил новый мировой рекорд скорости для дизельных автомобилей — 563,418 км/ч. Предыдущий рекорд был поставлен в 1973 году и составлял 379,4 км/ч.
- Самый быстрый серийный дизельный легковой автомобиль — BMW 330 TDS развивает скорость 320 км/ч. Он оборудован шестицилиндровым трехлитровым дизельным двигателем с турбонаддувом. Мощность двигателя — 300 л. с. Средний расход топлива — 8 литров на 100 км.
- Самый быстрый полноприводной автомобиль с пятицилиндровым двигателем, седан Audi 200 quattro Talladega в 1986 году поставил рекорд скорости среди полноприводных автомобилей мощностью 650 лошадиных сил развил скорость более 350 км/ч на трассе NASCAR Талладига в штате Алабама, США[6].
- Самым быстрым седаном является Audi S4 1992 года выпуска, который под управлением американца Джеффа Гернера развил скорость в 418,3 км/ч во время заездов на высохшем соляном озере Бонневиль в штате Юта, США. Этот полноприводный автомобиль был оснащён пятицилиндровым двигателем с турбонаддувом, форсированным до 1100 лошадиных сил[7].
- Рекорд скорости автомобиля на льду — спортивный седан Audi RS 6 с мощностью двигателя в 572 л. с. со снятым ограничителем дважды установил рекорд скорости на льду в Ботническом заливе между Финляндией и Швецией на шинах Nokian. В марте 2011 года автомобиль развил скорость 331,61 км/ч[8], а через два года — 9 марта 2013 — достиг 335,7 км/ч[9].
- Рекорд скорости на автомобиле с приводом на колёса: в современных рекордных по скорости автомобилях двигатели турбореактивные или ракетные; в классе рекордных автомобилей с приводом на колёса двигатель обязательно должен крутить колёса, недопустимо применение реактивной тяги. Текущий рекорд 793,466 км/ч поставил Дэйв Спэнглер 2 октября 2018 года[10]. Предыдущий рекорд — 737,395 км/ч 18 октября 2001 года установил Дон Веско. В обоих случаях использовались автомобили серии «Турбинатор», заезды проводились на озере Бонневилль.

## Гонщики
- Чаще других рекорды скорости устанавливал британец Малкольм Кэмпбелл (1885—1948). В дореактивную эпоху он девять раз становился самым быстрым гонщиком планеты. Свой последний мировой рекорд Кэмпбелл установил 3 сентября 1935 года, став первым человеком, преодолевшим скорость в 300 миль/час (его достижение составило 301,337 миль/ч или 484,955 км/ч).
- Американец Крейг Бридлав (1937—2023) стал автором пяти рекордов скорости на автомобилях «Spirit of America». С 1963 по 1965 год он последовательно преодолел отметки в 650, 750 и 950 км/ч. Его окончательным результатом стала скорость в 966,574 км/ч, которой он достиг 15 ноября 1965 года на высохшем озере Бонневиль.
- Главным конкурентом Бридлава был американец Артур Арфонс (1926—2007), который в те же годы установил три мировых рекорда скорости на автомобилях «Green Monster». Его лучший результат — 927,872 км/ч был показан 7 ноября 1965 года.
- Британец Энди Грин (р. 1962) стал автором двух мировых рекордов, последний из которых не побит до сих пор.

## Также
- Самая высокая скорость в мире на мотоцикле —  605,697 км/ч — достигнута 25 сентября 2010 года американцем Роки Робинсоном на соляном озере Бонневилль.
- Самые высокие скорости в мире на велосипеде —  334,6, 222,2 и 133,8 км/ч — достигнуты соответственно 15 октября 1995 года, 21 апреля 2000 года и 14 сентября 2013 года в так называемой гонке за лидером — автомобилем (который брал на себя основную часть аэродинамического сопротивления и создавал разрежённую зону для велосипедиста, отцеплявшегося от лидера на скорости 160 км/ч), при свободном спуске и на ровной поверхности без лидера.
- Рекорд скорости на моторизированном бревне: 76,625 км/ч достиг автомобиль, построенный из бревна кедра и автомобильных деталей. Необычный рекорд зафиксирован Книгой рекордов Гиннесса в январе 2016 года[11].
- Самая высокая скорость в СССР на автомобиле — 311,4 км/ч — была достигнута в 1963 году на трассе соляного озера Баскунчак рекордно-гоночным автомобилем «Пионер-2»[12].